# Тоно (Івате)

39°19′39″ пн. ш. 141°32′1″ сх. д. / 39.32750° пн. ш. 141.53361° сх. д.
То́но (яп. 遠野市, とおのし, МФА: [toːno ɕi̥]) — місто в Японії, в префектурі Івате.

## Короткі відомості
Розташоване в східній частині префектури, на височині Кітакамі, в гірській місцевості. Виникло на основі призамкового містечка раннього нового часу самурайського роду Хатінохе, гілки роду Намбу. Отримало статус міста 1 грудня 1954 року. Основою економіки є скотарство, лісопереробна та молочна промисловість. Традиційний промисел — вирощування японських коней породи Намбу. Місце проведення щорічних кінських перегонів в самурайському стилі. Місто є батьківщиною багатьох японських казок і переказів, зібраних «батьком японської фольклористики» Янаґітою Куніо в книзі «Тоноські оповідання». Станом на 1 жовтня 2007 площа міста становила 825,62 км². Станом на 1 вересня 2008 населення міста становило 30 264 осіб.